# Secuieni (Neamț)
Secuieni es una comuna ubicada en el distrito de Neamț, Rumania.

## Superficie
Posee una superficie de 72,86 kilómetros cuadrados.

## Demografía
Hasta 2021 la población era de 2809 habitantes, con una densidad de población de 38,55 habitantes por kilómetro cuadrado.